# Percy Walsingham
Percy Grahame Walsingham (Londra, 1888 – ...) è stato un calciatore inglese, di ruolo di attaccante. Per la sua somiglianza con l'attore Ferdinand Guillaume, era soprannominato Polidor, che era per l'appunto il suo nome d'arte.

## Carriera
Nato a Londra, nel suburbio di New Southgate, nei primi anni della sua carriera militò in diversi club inglesi.
Iniziò al Millwall ed in seguito militò anche nel Clapton Orient, nel Chelmsford City F.C. e nel Walthamsford.
Arrivò in Italia nel 1912 nelle file del Genoa. Poiché nel calcio italiano, all'epoca, vigeva un rigoroso dilettantismo ed essendo Walsingham un giocatore semi-professionista, per mascherare il suo status gli venne trovato un impiego presso la società carbonifera Maresca.
Walsingham esordisce in rossoblu il 3 novembre 1912 nella vittoria esterna per tre a due contro l'Inter.
Dopo due secondi posti consecutivi nel 1912-1913 e 1913-1914, fu tra i protagonisti dello scudetto genoano del 1915, campionato interrotto a causa della guerra ed assegnato solo al termine del conflitto.
Durante il conflitto giocò nella Coppa Federale sempre tra le file del Genoa e vestì la maglia del Bologna per una serie di amichevoli, 
tra cui la Coppa Emilia, terminata, a seguito di uno spareggio contro il Modena, al secondo posto.
Il 13 aprile 1919 disputò con la casacca del Genoa un'amichevole contro l'Inter.
Ritornò in seguito in Liguria, e tornò a giocare ufficialmente nel Genoa nel 1920, richiamato da mister Garbutt dove terminò la sua carriera nel 1921.
Il Genoa, nel dicembre 2008, ha messo in vendita nel suo negozio ufficiale la riproduzione della maglia da gioco del campione inglese.

## Palmarès

### Club

#### Competizioni nazionali
- Campionato italiano: 1

Genoa: 1914-1915